# Dələli
Dələli è un comune dell'Azerbaigian situato nel distretto di Cəlilabad. Conta una popolazione di 374 abitanti.